# José Estupiñán
José Hernando Estupiñán Riascos (El Charco, Nariño, Colombia, 6 de mayo del 2000) es un futbolista colombiano. Juega como volante mixto y su equipo actual es La Equidad de la Categoría Primera A de Colombia.

## Trayectoria

### Inicios
Tuvo sus inicios en el fútbol en el Club Deportivo Pedro Sellares de la ciudad de Cali, allí estuvo hasta el 2018, año en el que se trasladó a la ciudad de Medellín y comenzó a ser parte de las divisiones menores del Independiente Medellín

### Independiente Medellín
Gracias a sus destacadas actuaciones en las divisiones menores, para el primer semestre de 2020 fue ascendido por el entrenador Aldo Bobadilla al primer equipo. Tuvo su primera convocatoria con el primer equipo del Independiente Medellín el 1 de febrero de 2020 para enfrentar la fecha 3 del Campeonato de Primera División ante Atlético Junior en la ciudad de Barranquilla. En dicho partido, debutó como profesional actuando como titular y teniendo una buena actuación, el encuentro finalizó con derrota para su equipo por 1-0.
Anotó su primer gol con el "Poderoso", ante Libertad de Paraguay por la Copa Libertadores.

### La Equidad
Para la temporada 2022 pasa a hacer parte de la plantilla de La Equidad en condición de préstamo.

## Clubes
| Club                   | País     | Año               | Partidos | Goles |
| ---------------------- | -------- | ----------------- | -------- | ----- |
| Independiente Medellín | Colombia | 2020 - 2021       | 12       | 1     |
| La Equidad             | Colombia | 2022 - Actualidad | 0        | 0     |

## Palmarés

### Títulos nacionales
| Título        | Club                   | País     | Temporada |
| ------------- | ---------------------- | -------- | --------- |
| Copa Colombia | Independiente Medellín | Colombia | 2020      |